# بلال عزیز اوزر
بلال عزیز اوزر (انگلیسی: Bilal Aziz Özer؛ زادهٔ ۱ ژوئیهٔ ۱۹۸۵) بازیکن فوتبال اهل ترکیه است.
از باشگاه‌هایی که در آن بازی کرده‌است می‌توان به باشگاه ورزشی کایسری ارجیسپور، باشگاه فوتبال قونیه‌اسپور، باشگاه فوتبال آنکارا اسپور، باشگاه فوتبال قیصریه‌اسپور، و باشگاه فوتبال اسنابروک اشاره کرد.